# Río Olivia

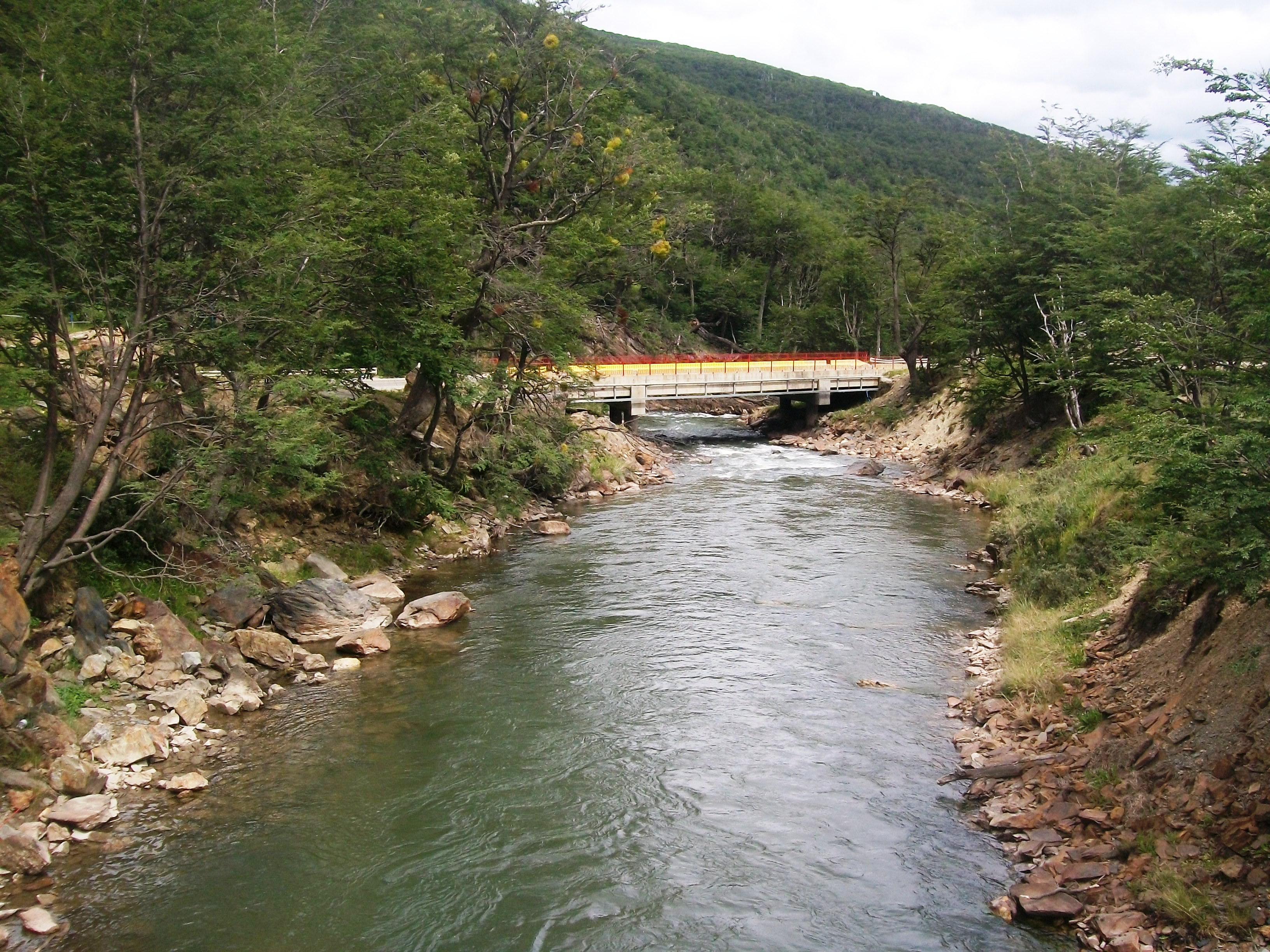
Río Olivia i droga krajowa nr 3

Río Olivia – rzeka w Argentynie na wyspie Ziemia Ognista.
Wypływa z jeziora Lago Alto w Andach. W górny biegu płynie w kierunku wschodnim, by potem skręcić na południe i następnie południowy wschód. W ostatniej części płynie wzdłuż drogi krajowej nr 3 i uchodzi do Kanału Beagle w mieście Ushuaia. Średni przepływ przy ujściu wynosi 5,5 m³/s.
Nad Olivią kręcono jedną z ostatnich scen filmu "Zjawa" z Leonardo DiCaprio.